# Elisa Minari
Elisa Minari (Parma, 18 maggio 1973) è una musicista e bassista italiana.
Iniziato lo studio del basso all'età di 15 anni, è stata bassista dei Nomadi dal 1992 al 1997.

## Biografia
A 17 anni suona con i Gordon Pym, successivamente con gli Akrasia, lasciati per entrare stabilmente nei Nomadi nel 1992 (una media di 130 concerti l'anno, 4 dischi pubblicati).
A inizio 1998 esce dal gruppo per intraprendere un suo percorso, che la porta a collaborare e suonare con tanti musicisti e band:
- Souldrivers dal 1998 al 2001: concerti live, 1 disco di inediti e covers Soul is Calling, insieme rivisitano un brano dei Jethro Tull da loro stessi scelto e suonato insieme a Fidenza nel 2001).
- Monnalisa con Francesco Gualerzi (progetto in chiave rock di sola musica italiana, 2001/2003).
- Steamhouse con Lid Bass alla voce (dai Nirvana, Red Hot Chili Peppers, ai PlanetFunk ecc. in giro per i locali del nord Italia)
- Tour di Senhit nel 2006 in apertura ai concerti degli Stadio.
- Dal 2006 tra i tanti live con diverse formazioni, anche quello con Maggie Reily nella sua data italiana nel giugno 2009, la partecipazione al Greetings for Life del 2010 a Montichiari (come band per ospiti quali Antonella Ruggiero, Arisa..) e all'International Roller Cup edizione 2011 e 2012 a Modena.
- Francesco Baccini (tour estivi del 2010/11/12/13).
- Nel febbraio 2011 suona nel disco Dinamismi plastici di Freak Antoni, ed entra stabilmente nella sua band live.
- 2012: progetto Suonare decimo piano del cantautore Tommy Togni
- 2013: produzione insieme ad Alfredo De Vincentiis del progetto Emilysportingclub, progetto teatrale musicale diretto dal regista Gabriele Tesauri, musiche e testi di ESC (Nicola Pulvirenti, Silvio Valli, Alfredo De Vincentiis, Elisa Minari) Debutto al teatro Asioli di Correggio il 14 dicembre 2013. Il disco Emily Sporting Club è pubblicato in CD e digitale da New Model Label nel 2016.
- 2015: entra a far parte del gruppo folk parmense dei Mé, Pék e Barba
- 2021: entra a far parte dei Ma Noi No, tributo ai Nomadi di Reggio Emilia.

## Discografia

### Con i Nomadi
- 1993 - Contro (CGD)
- 1994 - La settima onda (CGD)
- 1995 - Lungo le vie del vento (CGD)
- 1996 - Quando ci sarai (CGD)
- 1997 - Le strade, gli amici, il concerto (CGD)

### Con i Souldrivers
- 2001 - Sweet dream, brano contenuto in Songs for Jethro di AA.VV. (Il popolo del blues)

### Con gli Star-t
- 2010 - Star-t (Rap Opera Records)

### Con i Freak Antoni Band
- 2011 - Dinamismi plastici

### Con Emily Sporting Club
- 2016 - Emily Sporting Club

### Con i Mé, Pék e Barba
- 2018 - Vincanti